# Борхерт, Эрнст Вильгельм
Эрнст Вильгельм Бо́рхерт (нем. Ernst Wilhelm Borchert; 13 марта 1907, Берлин — 1 июня 1990, Берлин) — немецкий актёр театра и кино.

## Биография
По окончании гимназии Борхерт получил в 1926—1927 годах актёрское образование в высшей школе драматического искусства и был приглашён на работу в Восточно-Прусский земельный театр. Ему также довелось служить в театрах Эрфурта, Кёльна и Зондерсхаузена. В Берлине он был занят в спектаклях «Фольксбюне», Немецкого театра и Театра имени Шиллера.
В кино Борхерт был известен меньше, чем в театре. В первом послевоенном фильме «Убийцы среди нас» (1946, режиссёр Вольфганг Штаудте) Борхерт сыграл одну из главных ролей — военного врача Мертенса, вернувшегося в Берлин с фронта. В 1958 году Эрнст Вильгельм Борхерт снялся в военной ленте «Собаки, вы хотите жить вечно?», имевшей международный успех.